# Quận Cross, Arkansas
Quận Cross là một quận thuộc tiểu bang Arkansas, Hoa Kỳ.
Quận này được đặt tên theo. Theo điều tra dân số của Cục điều tra dân số Hoa Kỳ năm 2000, quận có dân số 19.526 người. Quận lỵ đóng ở Wynne.6

## Địa lý
Theo Cục điều tra dân số Hoa Kỳ, quận có diện tích 622 dặm vuông Anh (1.611,0 km2), trong đó có 6 dặm vuông Anh (15,5 km2) là diện tích mặt nước.

### Các xa lộ chính
- U.S. Highway 49
- U.S. Highway 64
- Highway 1
- Highway 42
- Highway 75

### Quận giáp ranh
- Quận Poinsett (bắc)
- Quận Crittenden (đông)
- Quận St. Francis (nam)
- Quận Woodruff (tây)
- Quận Jackson (tây bắc)